# Muninga

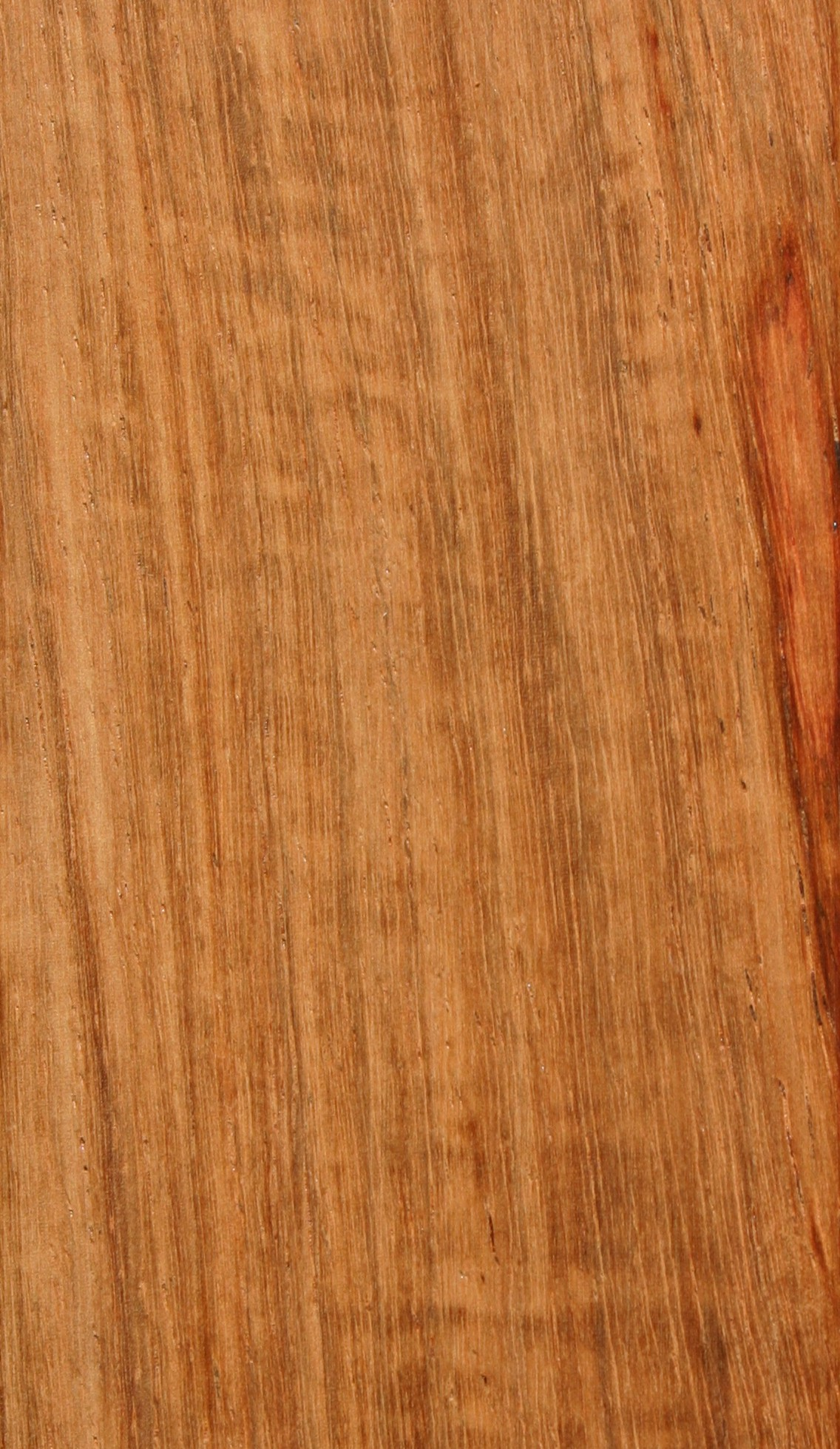

Muninga is een tropische houtsoort die al dan niet tot de edele houtsoorten gerekend kan worden. Het is voor allerlei doelen geschikt en wordt plaatselijk ook als constructie- of timmerhout gebruikt. Indien geëxporteerd wordt het juist voor fijnere doelen toegepast, zoals meubelen en muziekinstrumenten.
Het hout is vrij rustig van uiterlijk, vaak licht goudbruin van kleur, al kan het ook donkerder zijn. Het kan een streeptekening hebben, die dan vaak niet heel uitgesproken is. Het is niet heel zwaar. Eenmaal droog is het hout heel stabiel, en over het algemeen goed te bewerken en heel goed te draaien. Wel is het grof van nerf.
Het wordt geleverd door een middelgrote boom uit zuidelijk en oostelijk Afrika, Pterocarpus angolensis, hetzelfde geslacht dat ook padoek en rood sandelhout levert. Zoals bij zoveel edele houtsoorten is de boom overgeëxploiteerd. Tegenwoordig valt muninga onder de CITES II bepalingen (voor het hout van alle Afrikaanse Pterocarpus populaties).